# 코너 맥그레거
코너 앤서니 맥그레거(Conor Anthony McGregor)는 아일랜드의 종합격투기 선수다. 전 UFC 페더급 2대 챔피언이자 라이트급 9대 챔피언이다.

## 종합격투기 경력
2015년 12월 13일 조제 알도를 1라운드 13초 원펀치 KO승으로 페더급 2대 챔피언 타이틀을 가져갔다.
또 2016년 11월 13일 에디 알바레즈를 2라운드 3분 4초 4연타 펀치 TKO승으로 라이트급 9대 챔피언 타이틀을 가져갔다. 이로서 그는 UFC 역사상 최초로 동시에 두체급 챔피언에 등극한 선수가 되었다. 그러나 현재는 UFC측에서 페더급 선수들의 항의로 결국 그의 페더급 챔피언자리를 박탈하고 타이틀을 반납하라 지시했다. 페더급 타이틀을 유지한 채로 라이트급 챔피언 에디 알바레즈를 꺾어 UFC역사상 최초로 두체급 동시 챔피언이 되었다. 현재는 페더급 타이틀을 박탈 당하여 라이트급 챔피언에 올라있다. 2017년 8월 27일 복싱선수 플로이드 메이웨더 주니어와의 경기에서 10라운드 TKO 패배하였다.
2018년4월 6일 (한국시간) UFC 223 미디어 데이가 열린 미국 뉴욕 브루클린 바클레이스센터에서 훌리건처럼 난동을 부리는 맥그리거가 카메라에 잡혔다.맥그리거의 공격 대상은 하빕 누르마고메도프였다. 누르마고메도프가 이틀 전 호텔 복도에서 마주친 자신의 동료 아르템 로보프를 위협했기 때문이다.맥그리거는 사고를 치고 도주했으나 곧 뉴욕 경찰서에 자진 출두해 조사를 받았다. 3건의 대인 피해와 1건의 대물 파손 혐의로 기소됐고, 7일 형사 법정에 섰다.맥그리거의 변호사는 맥그리거가 세계 어딜 가나 알아볼 수 있는 유명인이라는 점과 지금까지 범죄를 저지른 사실이 없다는 점을 들어 보석금 절차를 밟아 달라고 요청했다.맥그리거는 보석금 5만 달러(약 5300만 원)를 내고 일단 풀려났다. 오는 6월 15일 법정에 다시 서야 한다.

### 전적
| #  | 날짜       | 대결 상대           | 결과 | 방식                         | 라운드 | 시간 | 이벤트                                | 장소                       |
| -- | ---------- | ------------------- | ---- | ---------------------------- | ------ | ---- | ------------------------------------- | -------------------------- |
| 28 | 2021‑07‑10 | 더스틴 포이리에     | 패   | TKO (다리 부상)              | 1      | 5:00 | UFC 264: Poirier vs. McGregor 3       | 라스베이거스, 네바다, 미국 |
| 27 | 2021‑01‑23 | 더스틴 포이리에     | 패   | KO/TKO (펀치)                | 2      | 2:32 | UFC 257: Poirier vs. McGregor 2       | 라스베이거스, 네바다, 미국 |
| 26 | 2020‑01‑18 | 도날드 세로니       | 승   | TKO (하이킥+펀치)            | 1      | 0:40 | UFC 246: McGregor vs. Cowboy          | 라스베이거스, 네바다, 미국 |
| 25 | 2018‑10‑06 | 하빕 누르마고메도프 | 패   | 서브미션 (넥 크랭크)         | 4      | 3:03 | UFC 229: Khabib vs. McGregor          | 파라다이스, 네바다, 미국   |
| 24 | 2016‑11‑12 | 에디 알바레즈       | 승   | TKO (펀치)                   | 2      | 3:04 | UFC 205: Alvarez vs. McGregor         | 뉴욕, 미국                 |
| 23 | 2016‑08‑20 | 네이트 디아즈       | 승   | 판정 (다수결)                | 5      | 5:00 | UFC 202: Diaz vs. McGregor 2          | 라스베이거스, 네바다, 미국 |
| 22 | 2016‑03‑05 | 네이트 디아즈       | 패   | 서브미션 (리어네이키드 초크) | 2      | 4:12 | UFC 196: McGregor vs. Diaz            | 라스베이거스, 네바다, 미국 |
| 21 | 2015‑12‑12 | 조제 알도           | 승   | KO (펀치)                    | 1      | 0:13 | UFC 194: Aldo vs. McGregor            | 라스베이거스, 네바다, 미국 |
| 20 | 2015‑07‑11 | 채드 멘데스         | 승   | TKO (펀치)                   | 2      | 4:57 | UFC 189: Mendes vs. McGregor          | 라스베이거스, 네바다, 미국 |
| 19 | 2015‑01‑18 | 데니스 시버         | 승   | TKO (펀치)                   | 2      | 1:54 | UFC Fight Night: McGregor vs. Siver   | 보스턴, 매사추세츠, 미국   |
| 18 | 2014‑09‑27 | 더스틴 포이리에     | 승   | TKO (펀치)                   | 1      | 1:46 | UFC 178: Johnson vs. Cariaso          | 라스베이거스, 네바다, 미국 |
| 17 | 2014‑07‑19 | 디에고 브란다오     | 승   | TKO (펀치)                   | 1      | 4:05 | UFC Fight Night: Brandão vs. McGregor | 베가스, 미국               |
| 16 | 2013‑08‑17 | 맥스 할로웨이       | 승   | 판정 (전원일치)              | 3      | 5:00 | UFC Fight Night: Shogun vs. Sonnen    | 보스턴, 미국               |
| 15 | 2013‑04‑06 | 마커스 브리매지     | 승   | TKO (펀치)                   | 1      | 1:07 | UFC on FUEL TV: Brimage vs. McGregor  | 런던, 영국                 |
| 14 | 2012‑12‑31 | 이반 부칭거         | 승   | KO                           | 1      | 3:40 | CWFC 51                               | 영국                       |
| 13 | 2012‑06‑02 | 데이브 힐           | 승   | 서브미션 (리어네이키드 초크) | 2      | 4:10 | CWFC 47                               | 영국                       |
| 12 | 2012‑02‑18 | 스티브 오키프       | 승   | KO                           | 1      | 1:33 | CWFC 45                               | 영국                       |
| 11 | 2011‑09‑08 | 아론 얀슨           | 승   | KO                           | 1      | 3:29 | CWFC Fight Night 2                    | 영국                       |
| 10 | 2011‑06‑11 | 아르투르 소윈스키   | 승   | TKO                          | 2      | —    | CG 2: Clash of the Giants             | 폴란드                     |
| 9  | 2011‑04‑16 | 패디 도허티         | 승   | KO                           | 1      | 0:04 | IFC 4                                 | 아일랜드                   |
| 8  | 2011‑03‑12 | 마이크 우드         | 승   | KO                           | 1      | 0:16 | CC 8                                  | 아일랜드                   |
| 7  | 2011‑02‑12 | 휴 브래디           | 승   | KO                           | 1      | 2:31 | CFC 8                                 | 아일랜드                   |
| 6  | 2010‑11‑27 | 조 더피             | 패   | 서브미션 (암 트라이앵글)     | 1      | 0:38 | CWFC 39                               | 아일랜드                   |
| 5  | 2010‑10‑09 | 코너 딜런           | 승   | TKO                          | 1      | 4:22 | CFC 7                                 | 아일랜드                   |
| 4  | 2008‑12‑12 | 스티븐 베일리       | 승   | TKO                          | 1      | 1:22 | KO: The Fight Before Christmas        | 아일랜드                   |
| 3  | 2008‑06‑28 | 아르테미 시텐코브   | 패   | 서브미션 (니바)              | 1      | 0:30 | COT 3                                 | 아일랜드                   |
| 2  | 2008‑05‑03 | 모 테일러           | 승   | TKO                          | 1      | —    | COT 2                                 | 아일랜드                   |
| 1  | 2008‑03‑08 | 개리 모리스         | 승   | TKO (펀치)                   | 2      | —    | COT 1                                 | 아일랜드                   |

## 같이 보기
- 하비프 누르마고메도프